# Dánia az 1984. évi nyári olimpiai játékokon
Dánia az egyesült államokbeli Los Angelesben megrendezett 1984. évi nyári olimpiai játékok egyik részt vevő nemzete volt. Az országot az olimpián 11 sportágban 60 sportoló képviselte, akik összesen 6 érmet szereztek.

## Érmesek
| Érem  | Versenyző                                                                             | Sportág       | Versenyszám                    |
| ----- | ------------------------------------------------------------------------------------- | ------------- | ------------------------------ |
| Ezüst | Henning Lynge Jakobsen                                                                | Kajak-kenu    | Férfi kenu egyes 500 m         |
| Ezüst | Anne Grethe Jensen-Törnblad                                                           | Lovaglás      | Egyéni díjlovaglás             |
| Ezüst | Ole Riber Rasmussen                                                                   | Sportlövészet | Skeet                          |
| Bronz | Michael Jessen Lars Nielsen Per Rasmussen Erik Christiansen                           | Evezés        | Férfi kormányos nélküli négyes |
| Bronz | Henning Lynge Jakobsen                                                                | Kajak-kenu    | Férfi kenu egyes 1000 m        |
| Bronz | Hanne Eriksen Birgitte Hanel Lotte Koefoed Bodil Steen Rasmussen Jette Hejli Sørensen | Evezés        | Női kormányos négypárevezős    |

## Atlétika
Férfi
| Versenyző         | Versenyszám | Eredmény | Helyezés |
| ----------------- | ----------- | -------- | -------- |
| Henrik Jørgensen  | Maraton     | 2:15:55  | 19.      |
| Allan Zachariasen | Maraton     | 2:17:10  | 25.      |

Női
| Versenyző        | Versenyszám | Eredmény | Helyezés |
| ---------------- | ----------- | -------- | -------- |
| Dorthe Rasmussen | Maraton     | 2:33:40  | 13.      |

## Cselgáncs
| Versenyző      | Versenyszám  | Csoport | 32-es főtábla              | Nyolcaddöntő                 | Negyeddöntő       | Elődöntő          | Vigaszág nyolcaddöntő | Vigaszág negyeddöntő | Vigaszág elődöntő | Bronz- mérkőzés   | Döntő             | Helyezés |
| Versenyző      | Versenyszám  | Csoport | Ellenfél Eredmény          | Ellenfél Eredmény            | Ellenfél Eredmény | Ellenfél Eredmény | Ellenfél Eredmény     | Ellenfél Eredmény    | Ellenfél Eredmény | Ellenfél Eredmény | Ellenfél Eredmény | Helyezés |
| -------------- | ------------ | ------- | -------------------------- | ---------------------------- | ----------------- | ----------------- | --------------------- | -------------------- | ----------------- | ----------------- | ----------------- | -------- |
| Carsten Jensen | Félnehézsúly | A       | Fabián Lannutti (ARG) · GY | Bjarni Friðriksson (ISL) · V | kiesett           | kiesett           |                       |                      |                   |                   |                   | 13.      |

## Evezés
Férfi
| Versenyző                                                   | Versenyszám              | Előfutam | Előfutam | Vigaszág | Vigaszág | Döntő | Döntő   | Döntő | Helyezés |
| Versenyző                                                   | Versenyszám              | Idő      | Hely.    | Idő      | Hely.    | Típus | Idő     | Hely. | Helyezés |
| ----------------------------------------------------------- | ------------------------ | -------- | -------- | -------- | -------- | ----- | ------- | ----- | -------- |
| Michael Jessen Lars Nielsen Per Rasmussen Erik Christiansen | Kormányos nélküli négyes | 6:15,58  | 3.       | 6:22,94  | 2.       | A     | 6:07,72 | 3.    |          |

Női
| Versenyző                                                                             | Versenyszám             | Előfutam | Előfutam | Vigaszág | Vigaszág | Elődöntő | Elődöntő | Döntő | Döntő   | Döntő | Helyezés |
| Versenyző                                                                             | Versenyszám             | Idő      | Hely.    | Idő      | Hely.    | Idő      | Hely.    | Típus | Idő     | Hely. | Helyezés |
| ------------------------------------------------------------------------------------- | ----------------------- | -------- | -------- | -------- | -------- | -------- | -------- | ----- | ------- | ----- | -------- |
| Lise Justesen                                                                         | Egypárevezős            | 3:50,15  | 3.       | 3:47,60  | 1.       | 3:55,34  | 1.       | A     | 3:47,79 | 5.    | 5.       |
| Hanne Eriksen Birgitte Hanel Lotte Koefoed Bodil Steen Rasmussen Jette Hejli Sørensen | Kormányos négypárevezős | 3:14,69  | 2.       | 3:16,32  | 1.       |          |          | A     | 3:16,02 | 3.    |          |

## Kajak-kenu
Férfi
| Versenyző              | Versenyszám       | Előfutam | Előfutam | Előfutam | Vigaszág | Vigaszág | Vigaszág | Elődöntő | Elődöntő | Elődöntő | Döntő   | Döntő    |
| Versenyző              | Versenyszám       | Idő      | Hely.    | Össz.    | Idő      | Hely.    | Össz.    | Idő      | Hely.    | Össz.    | Idő     | Helyezés |
| ---------------------- | ----------------- | -------- | -------- | -------- | -------- | -------- | -------- | -------- | -------- | -------- | ------- | -------- |
| Henning Lynge Jakobsen | Kenu egyes 500 m  | 2:05,09  | 1.       | 3.       | erőnyerő | erőnyerő | erőnyerő | 2:01,42  | 1.       | 1.       | 1:58,45 |          |
| Henning Lynge Jakobsen | Kenu egyes 1000 m | 4:14,59  | 1.       | 2.       | erőnyerő | erőnyerő | erőnyerő |          |          |          | 4:09,51 |          |

## Kerékpározás

### Országúti kerékpározás
Férfi
| Versenyző                                          | Versenyszám     | Idő              | Helyezés      |
| -------------------------------------------------- | --------------- | ---------------- | ------------- |
| Per Pedersen                                       | Mezőnyverseny   | 5:11:43 (+11:46) | 24.           |
| Kim Eriksen                                        | Mezőnyverseny   | 5:15:27 (+15:30) | 40.           |
| Ole Byriel                                         | Mezőnyverseny   | nem ért célba    | nem ért célba |
| Søren Lilholt                                      | Mezőnyverseny   | nem ért célba    | nem ért célba |
| John Carlsen Kim Eriksen Lars Jensen Søren Lilholt | Csapat időfutam | 2:05:31 (+7:03)  | 7.            |

Női
| Versenyző      | Versenyszám   | Idő             | Helyezés |
| -------------- | ------------- | --------------- | -------- |
| Helle Sørensen | Mezőnyverseny | 2:13:28 (+2:14) | 7.       |

### Pálya-kerékpározás
Időfutam
| Név             | Versenyszám  | Idő     | Helyezés |
| --------------- | ------------ | ------- | -------- |
| Claus Rasmussen | Férfi egyéni | 1:09,04 | 15.      |

Üldözőversenyek
| Versenyző                                                       | Versenyszám  | Selejtező | Selejtező | Nyolcaddöntő                | Nyolcaddöntő | Negyeddöntő | Negyeddöntő | Elődöntő     | Elődöntő  | Döntő        | Döntő     | Helyezés |
| Versenyző                                                       | Versenyszám  | Idő       | Hely.     | Ellenfél Idő                | Saját idő    | Ellenfél Idő | Saját idő   | Ellenfél Idő | Saját idő | Ellenfél Idő | Saját idő | Helyezés |
| --------------------------------------------------------------- | ------------ | --------- | --------- | --------------------------- | ------------ | --- | ----------- | ------------ | --------- | ------------ | --------- | -------- |
| Jørgen Pedersen                                                 | Férfi egyéni | 4:48,42   | 4.        | Alex Stieda (CAN) · 4:51,75 | 4:45,34      | Leonard Harvey Nitz (USA) · 4:43,98                                                                             | 4:46,65     | kiesett      | kiesett   | kiesett      | kiesett   | 5.       |
| Henning L. Larsen                                               | Férfi egyéni | 4:58,17   | 18.       | kiesett                     | kiesett      | kiesett | kiesett     | kiesett      | kiesett   | kiesett      | kiesett   | kiesett  |
| Dan Frost Michael Markussen Jørgen Pedersen Brian Holm Sørensen | Férfi csapat | 4:29,79   | 4.        |                             |              | Egyesült Államok (USA) · Dave Grylls · Steve Hegg · Pat McDonough · Leonard Harvey Nitz · Brent Emery · 4:25,15 | 4:25,16     | kiesett      | kiesett   | kiesett      | kiesett   | 5.       |

Pontverseny
| Név                 | Versenyszám | Selejtező | Selejtező  | Selejtező | Döntő | Döntő      | Döntő    |
| Név                 | Versenyszám | Pont      | Körhátrány | Hely.     | Pont  | Körhátrány | Helyezés |
| ------------------- | ----------- | --------- | ---------- | --------- | ----- | ---------- | -------- |
| Michael Markussen   | Férfi       | 26        | –1         | 5.        | 21    | –2         | 9.       |
| Brian Holm Sørensen | Férfi       | 37        | –          | 1.        | 12    | –3         | 17.      |

## Kézilabda

### Férfi
| Dán férfi kézilabdacsapat-játékoskeret | Dán férfi kézilabdacsapat-játékoskeret                                                                                             |
| --- | --- |
| - Anders Dahl-Nielsen - Carsten Haurum - Erik Veje Rasmussen - Hans Henrik Hattesen - Jens Erik Roepstorff - Jørgen Gluver - Keld Nielsen | - Klaus Sletting Jensen - Mogens Jeppesen - Morten Stig Christensen - Per Skaarup - Michael Fenger - Poul Sørensen - Michael Strøm |

#### Eredmények
Csoportkör
B csoport
| Csapat                 | M | Gy | D | V | G+  | G–  | Gk  | P  |
| ---------------------- | - | -- | - | - | --- | --- | --- | -- |
| NSZK (FRG)             | 5 | 5  | 0 | 0 | 114 | 95  | +19 | 10 |
| Dánia (DEN)            | 5 | 4  | 0 | 1 | 115 | 99  | +16 | 8  |
| Svédország (SWE)       | 5 | 3  | 0 | 2 | 119 | 110 | +9  | 6  |
| Spanyolország (ESP)    | 5 | 2  | 0 | 3 | 105 | 106 | –1  | 4  |
| Egyesült Államok (USA) | 5 | 0  | 1 | 4 | 91  | 100 | –9  | 1  |
| Dél-Korea (KOR)        | 5 | 0  | 1 | 4 | 123 | 157 | –34 | 1  |

| 1984. július 31. 12:30 | Dánia (DEN) | 21–16 | Spanyolország (ESP) |  |
| 1984. július 31. 12:30 | (6–8)       |       |                     |  |
| 1984. július 31. 12:30 |             |       |                     |  |

| 1984. augusztus 2. 11:00 | Dánia (DEN) | 31–28 | Dél-Korea (KOR) |  |
| 1984. augusztus 2. 11:00 | (17–14)     |       |                 |  |
| 1984. augusztus 2. 11:00 |             |       |                 |  |

| 1984. augusztus 4. 21:30 | Dánia (DEN) | 19–16 | Egyesült Államok (USA) |  |
| 1984. augusztus 4. 21:30 | (8–7)       |       |                        |  |
| 1984. augusztus 4. 21:30 |             |       |                        |  |

| 1984. augusztus 6. 12:30 | Dánia (DEN) | 26–19 | Svédország (SWE) |  |
| 1984. augusztus 6. 12:30 | (11–9)      |       |                  |  |
| 1984. augusztus 6. 12:30 |             |       |                  |  |

| 1984. augusztus 8. 14:00 | NSZK (FRG) | 20–18 | Dánia (DEN) |  |
| 1984. augusztus 8. 14:00 | (9–9)      |       |             |  |
| 1984. augusztus 8. 14:00 |            |       |             |  |

Bronzmérkőzés
| 1984. augusztus 11. 14:00 | Románia (ROU) | 23–19 | Dánia (DEN) |  |
| 1984. augusztus 11. 14:00 | (15–10)       |       |             |  |
| 1984. augusztus 11. 14:00 |               |       |             |  |

| Csapat      | Helyezés |
| ----------- | -------- |
| Dánia (DEN) | 4.       |

## Lovaglás
Díjlovaglás
| Versenyző                                                               | Ló           | Versenyszám | Selejtező | Selejtező | Döntő   | Döntő    |
| Versenyző                                                               | Ló           | Versenyszám | Pont      | Hely.     | Pont    | Helyezés |
| ----------------------------------------------------------------------- | ------------ | ----------- | --------- | --------- | ------- | -------- |
| Anne Grethe Jensen-Törnblad                                             | Marzog       | Egyéni      | 1701      | 2.        | 1442    |          |
| Torben Ulsø Olsen                                                       | Patricia     | Egyéni      | 1496      | 20.**     | kiesett | kiesett  |
| Marie-Louise Castenskiold                                               | Stradivarius | Egyéni      | 1377      | 32.       | kiesett | kiesett  |
| Anne Grethe Jensen-Törnblad Torben Ulsø Olsen Marie-Louise Castenskiold | lásd fentebb | Csapat      |           |           | 4574    | 5.       |

** - két másik versenyzővel azonos eredményt ért el

## Sportlövészet
Férfi
| Versenyző            | Versenyszám           | Pont | Helyezés |
| -------------------- | --------------------- | ---- | -------- |
| Niels Peder Pedersen | Légpuska              | 577  | 20.      |
| Bo Lilja             | Sportpuska, fekvő     | 591  | 17.      |
| Bo Lilja             | Sportpuska, összetett | 1153 | 5.       |

Nyílt
| Versenyző           | Versenyszám | Pont | Helyezés |
| ------------------- | ----------- | ---- | -------- |
| Ole Riber Rasmussen | Skeet       | 196  |          |

## Súlyemelés
| Versenyző  | Versenyszám | Szakítás | Szakítás | Lökés    | Lökés    | Összesen | Helyezés |
| Versenyző  | Versenyszám | Eredmény | Helyezés | Eredmény | Helyezés | Összesen | Helyezés |
| ---------- | ----------- | -------- | -------- | -------- | -------- | -------- | -------- |
| Henri Høeg | 90 kg       | 152,5    | 6.       | 195,0    | 3.       | 347,5    | 7.       |

## Úszás
Férfi
| Versenyző       | Versenyszám    | Előfutam | Előfutam | Előfutam | Döntő   | Döntő   | Döntő   | Helyezés |
| Versenyző       | Versenyszám    | Idő      | Hely.    | Össz.    | Típus   | Idő     | Hely.   | Helyezés |
| --------------- | -------------- | -------- | -------- | -------- | ------- | ------- | ------- | -------- |
| Peter Rohde     | 200 m vegyes   | 2:07,93  | 2.       | 15.      | B       | 2:07,10 | 5.      | 13.      |
| Peter Rohde     | 100 m gyors    | 51,40    | 3.       | 14.      | B       | 51,98   | 8.      | 16.      |
| Franz Mortensen | 100 m gyors    | 52,22    | 3.       | 24.      | kiesett | kiesett | kiesett | kiesett  |
| Franz Mortensen | 200 m gyors    | 1:54,09  | 3.       | 23.      | kiesett | kiesett | kiesett | kiesett  |
| Franz Mortensen | 400 m gyors    | 4:09,80  | 5.       | 30.      | kiesett | kiesett | kiesett | kiesett  |
| Søren Østberg   | 100 m pillangó | 55,73    | 2.       | 17.      | kiesett | kiesett | kiesett | kiesett  |
| Søren Østberg   | 200 m pillangó | 2:06,12  | 6.       | 26.      | kiesett | kiesett | kiesett | kiesett  |

## Vitorlázás
Nyílt
| Versenyző                                 | Versenyszám     | Futam  | Futam  | Futam  | Futam | Futam  | Futam | Futam | Pontszám | Helyezés |
| Versenyző                                 | Versenyszám     | 1      | 2      | 3      | 4     | 5      | 6     | 7     | Pontszám | Helyezés |
| ----------------------------------------- | --------------- | ------ | ------ | ------ | ----- | ------ | ----- | ----- | -------- | -------- |
| Lasse Hjortnæs                            | Finn dingi      | (25,0) | 17,0   | 19,0   | 5,7   | 19,0   | 20,0  | 13,0  | 93,7     | 12.      |
| Trine Elvstrøm-Myralf Paul Elvstrøm       | Tornádó         | 11,7   | 5,7    | 10,0   | 5,7   | (20,0) | 8,0   | 10,0  | 51,1     | 4.       |
| Jan Mathiasen Jesper Bank Thomas Andersen | Soling          | 14,5   | (19,0) | 13,0   | 18,0  | 13,0   | 18,0  | 16,0  | 92,5     | 12.      |
| Jacob Bojsen-Møller Jørgen Bojsen-Møller  | Repülő hollandi | 0,0    | 11,7   | (14,0) | 14,0  | 13,0   | 5,7   | 8,0   | 52,4     | 4.       |